# دیرک بالدینگر
دیرک بالدینگر (انگلیسی: Dirk Baldinger؛ زادهٔ ۲۷ اوت ۱۹۷۱) دوچرخه‌سوار اهل آلمان است.